# Linia kolejowa Vierzon – Saint-Pierre-des-Corps
Linia kolejowa Vierzon – Saint-Pierre-des-Corps – linia kolejowa we Francji. Łączy Saint-Pierre-des-Corps (Tours) z Vierzon. Jest częścią połączenia Nantes – Lyon. Linia kolejowa biegnie w dolinie rzeki Cher. Ma długość 113 km i według Réseau ferré de France ma numer 593 000.